# Simpsonodon
Simpsonodon is een geslacht van uitgestorven docodonte Mammaliaformes, bekend uit het Midden-Jura van Engeland, Kirgizië en Rusland. 
De typesoort Simpsonodon oxfordensis werd in 2004 benoemd door Kermack. De geslachtsnaam is vernoemd naar George Gaylord Simpson, een baanbrekende zoogdierkundige en medewerker aan de Modern Evolutionary Synthesis en verbindt zijn naam met een Grieks odoon, 'tand'. De soortaanduiding verwijst naar de county van Oxford.
Het holotype is J 100, een rechteronderkaak. Het is gevonden in de Old Cement Works Quarry, of Washford Quarry, in de Kirtlington Mammal Bed en Watton Cliff in de Forest Marble-formatie van Engeland. De tweede soort Simpsonodon sibiricus is bekend van holotype PIN 5087/5, een linkeronderkaak uit de Itat-formatie van Rusland en onbepaalde soorten van het geslacht zijn ook bekend van de Balabansaiformatie in Kirgizië.
Simpsonodon is wel gezien als een jonger synoniem van Cyrtlatherium uit dezelfde vindplaats.